# Marty Wilde
Marty Wilde, nato Reginald Leonard Smith (Blackheath, 15 aprile 1939), è un cantante e attore britannico.

## Discografia parziale
Album
- 1959 - Wilde About Marty
- 1960 - Versatile Mr. Wilde
- 1969 - Diversions
- 1970 - Rock 'n' Roll
- 1976 - Born to Rock 'n' Roll
- 1994 - Solid Gold
- 1996 - It's Been Nice
- 2007 - The Greatest Hits – Born to Rock n' Roll
- 2010 - Wilde on Track
- 2017 - Songs for Your Children and Grandchildren
- 2020 - Running Together

Singoli
- 1958 - Endless Sleep (con the Wildcats)
- 1959 - Donna
- 1959 - A Teenager in Love
- 1959 - Sea of Love
- 1959 - Bad Boy
- 1961 - Rubber Ball
- 1962 - Jezebel

## Filmografia parziale
- Super jet 709 (Jet Storm), regia di Cy Endfield (1959)
- La furia degli implacabili (The Hellions), regia di Ken Annakin (1961)
- What a Crazy World, regia di Michael Carreras (1963)
- Stardust: Una stella nella polvere (Stardust), regia di Michael Apted (1974)

## Vita privata
Con la moglie Joyce ha avuto quattro figli: Kim (1960), Ricky (1961), Roxanne (1979) e Marty Jr (1983).